# Гамма
Γ, γ (назва: га́мма, грец. γάμμα) — третя літера грецької абетки; в системі грецького алфавітного запису чисел має значення «3». Походить від фінікійської літери  (гімель; перекладається як «верблюд»); від неї походять кириличні літери Г і Ґ та латинські C і G.
Кодування мовою ΤΕΧ: {\displaystyle \Gamma } — \Gamma, {\displaystyle \gamma } — \gamma.

## Використання

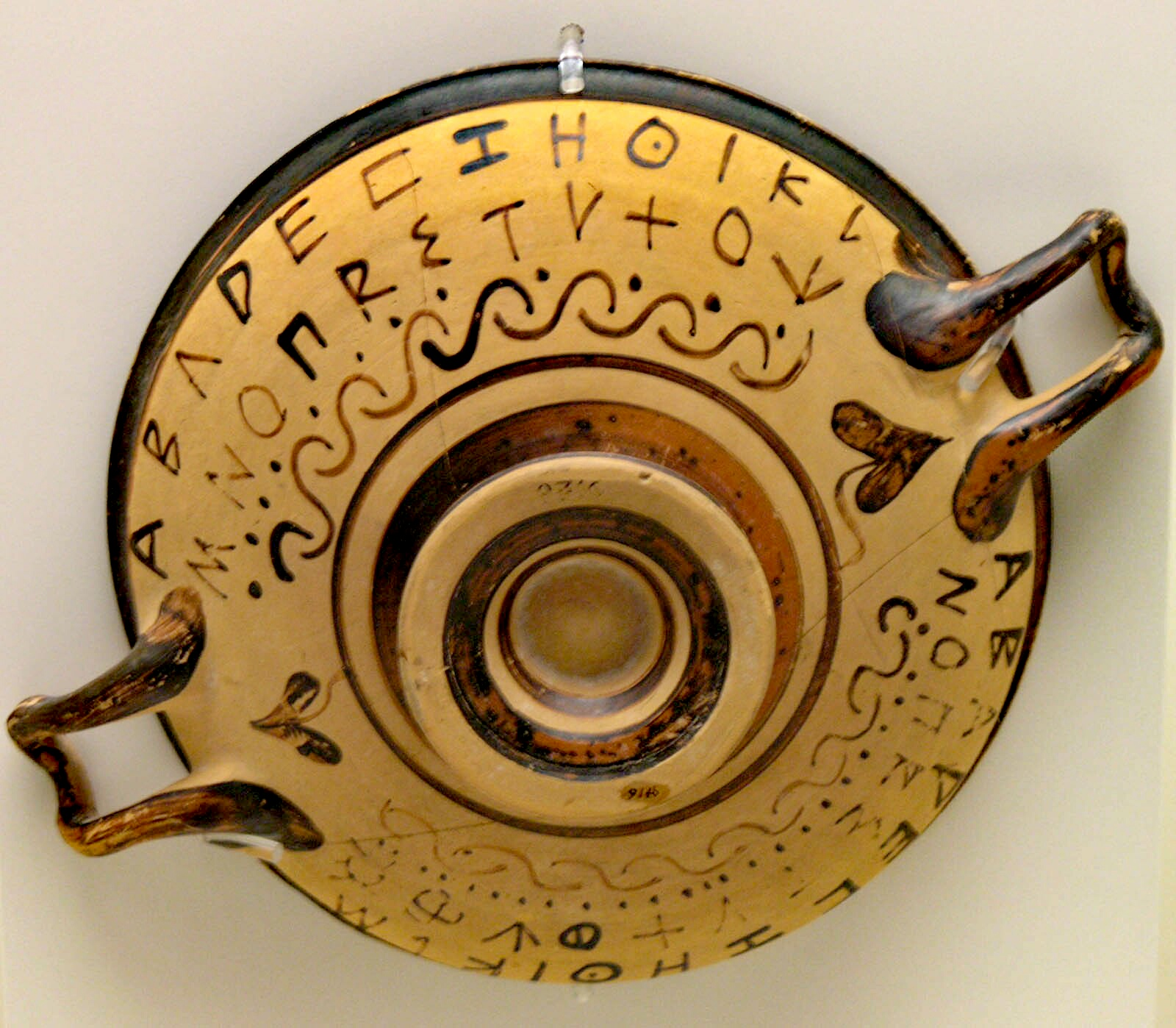
Алфавіт на чорнофігурній вазі, з Λ-подібною гаммою.

У давньогрецькій мові гамма позначала дзвінкий м'якопіднебінний проривний /ɡ/. У новогрецькій вона позначає дзвінкий спірант і реалізовується або як твердопіднебінний /ʝ/ (перед голосними переднього ряду, /e/, /i/), або як м'якопіднебінний /ɣ/ (в усіх інших випадках).
І в давній і в новогрецькій перед іншими велярними (κ, χ, ξ) гамма позначає м'якопіднебінний носовий /ŋ/. Подвійна гамма γγ позначає послідовність /ŋɡ/ (фонетична варіація [ŋɡ~ɡ]) або /ŋɣ/.

## Інше використовування

### Велика літера
- У математиці:
  - {\displaystyle \Gamma (x)} — гамма-функція.
  - {\displaystyle \Gamma (k,\theta )} — гамма-розподіл із параметрами {\displaystyle k} і {\displaystyle \theta }.
  - {\displaystyle \Gamma } — стрічковий алфавіт машини Тюрінга.
- У фізиці (спектроскопії) — ширина спектральної лінії

### Мала літера
- В астрономії — найчастіше третя за видимою зоряною величиною зоря в сузір'ях (позначення Байєра).
- У математиці — стала Ейлера — Маскероні.
- У міжнародному фонетичному алфавіті — позначення дзвінкого м'якопіднебінного фрикативного звуку. Маленька гамма, що лежить над базовою лінією, а не перетинає її, (ɤ) позначає неогублений голосний заднього ряду високосереднього піднесення.
- У геометрії — традиційне позначення третього кута фігури, зазвичай, коли кути α і β вже є.
- У  фізиці:
  - У ядерній фізиці — гамма-квант (гамма-промені).
  - У термодинаміці {\displaystyle \gamma ={\frac {C_{P}}{C_{V}}}={\frac {c_{P}}{c_{V}}}} — показник адіабати.
  - У матеріалознавстві — поверхнева енергія.
  - {\displaystyle \gamma ={\frac {M}{L}}} — гіромагнітне співвідношення.
  - У геофізиці гамма — одиниця вимірювання напруженості магнітного поля.
  - У теорії відносності {\displaystyle \gamma ={\frac {\mathrm {d} t}{\mathrm {d} \tau }}} — фактор Лоренца.
  - У спектроскопії — півширина спектральної лінії.